# Sakaiminato
Sakaiminato (境港市?, Sakaiminato-shi) è una città giapponese della prefettura di Tottori.
La città è sul lago Nakaumi ed è collegata con la vicina Matsue attraverso quello che è considerato il ponte più pericoloso al mondo, il Ponte Eshima Ohashi.